# Philagra albinotata
Philagra albinotata är en insektsart som beskrevs av Philip Reese Uhler 1896. Philagra albinotata ingår i släktet Philagra och familjen spottstritar. Inga underarter finns listade i Catalogue of Life.